# Gaël Fickou
Gaël Fickou (La Seyne-sur-Mer, 26 marzo 1994) è un rugbista a 15 francese, tre quarti centro dello Racing 92.

## Biografia
Nato a La Seyne-sur-Mer da padre senegalese, Fickou fu originariamente dedito al calcio e attirò l'attenzione dei centri di formazione di Monaco e Sochaux, ma decise altresì di seguire le orme del fratello, già rugbista, ed entrò nel 2003 nelle giovanili del locale club US Seynoise; dopo due anni nell'accademia federale di Provenza-Alpi-Costa Azzurra, fu alle giovanili del Tolone.
Nel 2012 fu aggregato alla prima squadra senza debuttarvi, e nella stagione successiva si trasferì al Tolosa in cui esordì nel corso del Top 14 2012-13 contro Mont-de-Marsan; una settimana più tardi realizzò la sua prima meta contro l'Agen e a ottobre debuttò in Heineken Cup.
Semifinalista di campionato alla sua prima stagione, emerse come miglior rivelazione di torneo.
Dopo sei stagioni nel club tolosano si trasferì nel 2018 allo Stade français con un contratto quinquennale.
Da internazionale giovanile nell'U-20 francese Fickou partecipò al mondiale juniores 2012 e al Sei Nazioni 2013 di categoria; in corso di torneo fu chiamato nella Francia maggiore dall'allora C.T. Philippe Saint-André, sotto cui debuttò nel Sei Nazioni 2013 contro la Scozia, subentrato a sei minuti dalla fine a Florian Fritz e prese poi parte al successivo tour in Nuova Zelanda.
Nel Sei Nazioni 2014 marcò la sua prima meta internazionale (contro l'Inghilterra).
Convocato alla Coppa del Mondo di rugby 2015, fu utilizzato solo in due incontri della fase a gironi con una meta.
Trovò utilizzo più continuativo sotto la gestione di Guy Novès, già suo tecnico a Tolosa, e anche sotto la gestione di Jacques Brunel si confermò come elemento fisso della squadra, prendendo anche parte alla Coppa del Mondo 2019 in Giappone, durante la quale raggiunse la sua cinquantesima presenza contro gli Stati Uniti, ai quali marcò una meta.
Al 2020 conta 58 presenze internazionali per la Francia.